# Championnat d'Amérique du Nord, centrale et Caraïbe de football des moins de 20 ans
Le Championnat d'Amérique du Nord, centrale et Caraïbe de football des moins de 20 ans est une compétition de football réservée aux joueurs de moins de 20 ans, créée en 1962. L'épreuve est qualificative pour la Coupe du monde de football des moins de 20 ans et pour le tournoi olympique depuis l'édition 2022.

## Palmarès

### Championnat d'Amérique du Nord, centrale et Caraïbe de football des moins de 20 ans (1962-1997)
| Année | Pays hôte         |            | Classement final  | Classement final       | Classement final       | Classement final |
| Année | Pays hôte         | Champion   | Deuxième          | Troisième              | Quatrième              |                  |
| ----- | ----------------- | ---------- | ----------------- | ---------------------- | ---------------------- | ---------------- |
| 1962  | Panama            | Mexique    | Guatemala         | Antilles néerlandaises | Costa Rica             |                  |
| 1964  | Guatemala         | Salvador   | Honduras          | Guatemala              | Antilles néerlandaises |                  |
| 1970  | Cuba              | Mexique    | Cuba              | Jamaïque               | Salvador               |                  |
| 1973  | Mexique           | Mexique    | Guatemala         | Cuba                   | Canada                 |                  |
| 1974  | Canada            | Mexique    | Cuba              | Canada                 | Bermudes               |                  |
| 1976  | Porto Rico        | Mexique    | Honduras          | États-Unis             | Guatemala              |                  |
| 1978  | Honduras          | Mexique    | Canada            | Honduras               | Costa Rica             |                  |
| 1980  | États-Unis        | Mexique    | États-Unis        | Honduras               | Canada                 |                  |
| 1982  | Guatemala         | Honduras   | États-Unis        | Guatemala              | Costa Rica             |                  |
| 1984  | Trinité-et-Tobago | Mexique    | Canada            | Salvador               | États-Unis             |                  |
| 1986  | Trinité-et-Tobago | Canada     | États-Unis        | Trinité-et-Tobago      | Cuba                   |                  |
| 1988  | Guatemala         | Costa Rica | États-Unis        | Mexique                | Cuba                   |                  |
| 1990  | Guatemala         | Mexique    | Trinité-et-Tobago | États-Unis             | Guatemala              |                  |
| 1993  | Canada            | Mexique    | États-Unis        | Canada                 | Honduras               |                  |
| 1995  | Honduras          | Honduras   | Costa Rica        | Canada                 | Salvador               |                  |
| 1997  | Mexique           | Canada     | Costa Rica        | Mexique                | États-Unis             |                  |

### Tournoi de qualification pour la Coupe du monde des moins de 20 ans (1998-2007)
| 1998 | Guatemala | Costa Rica | Honduras | Trinité-et-Tobago | Mexique    | États-Unis |
| 2001 | Canada    | Costa Rica | Canada   | Trinité-et-Tobago | Jamaïque   | États-Unis |
| 2003 | Panama    | Panama     | Canada   | États-Unis        | Mexique    | États-Unis |
| 2005 | Honduras  | Honduras   | Canada   | États-Unis        | Panama     | États-Unis |
| 2007 | Panama    | États-Unis | Panama   | Mexique           | Costa Rica | Mexique    |

### Championnat de la CONCACAF des moins de 20 ans (depuis 2009)
| Année | Pays hôte         |            | Classement final                                    | Classement final                                    | Classement final                                    | Classement final                                    |                                                     |
| Année | Pays hôte         | Champion   | Vice-champion                                       | Troisième                                           | Quatrième                                           |                                                     |                                                     |
| ----- | ----------------- | ---------- | --------------------------------------------------- | --------------------------------------------------- | --------------------------------------------------- | --------------------------------------------------- | --------------------------------------------------- |
| 2009  | Trinité-et-Tobago | Costa Rica | États-Unis                                          | Honduras                                            | Trinité-et-Tobago                                   |                                                     |                                                     |
| 2011  | Honduras          |            | Mexique                                             | Costa Rica                                          | Guatemala                                           | Panama                                              |                                                     |
| 2013  | Mexique           |            | Mexique                                             | États-Unis                                          | Salvador                                            | Cuba                                                |                                                     |
| 2015  | Jamaïque          |            | Mexique                                             | Panama                                              | Honduras                                            | États-Unis                                          |                                                     |
| 2017  | Costa Rica        |            | États-Unis                                          | Honduras                                            | Mexique                                             | Costa Rica                                          |                                                     |
| 2018  | États-Unis        |            | États-Unis                                          | Mexique                                             | Honduras                                            | Panama                                              |                                                     |
| 2020  | Honduras          |            | Tournoi annulé en raison de la pandémie de Covid-19 | Tournoi annulé en raison de la pandémie de Covid-19 | Tournoi annulé en raison de la pandémie de Covid-19 | Tournoi annulé en raison de la pandémie de Covid-19 | Tournoi annulé en raison de la pandémie de Covid-19 |
| 2022  | Honduras          |            | États-Unis                                          | République dominicaine                              | Pas de petite finale Guatemala Honduras             | Pas de petite finale Guatemala Honduras             |                                                     |
| 2024  | Mexique           |            | Mexique                                             | États-Unis                                          | Pas de petite finale Cuba Panama                    | Pas de petite finale Cuba Panama                    |                                                     |